# Municipio Arriaga
Koordinaten: 16° 14′ N, 93° 54′ W
Arriaga ist ein Municipio im Westen des mexikanischen Bundesstaats Chiapas. Das Municipio liegt am Rande der Sierra Madre de Chiapas.
Der Name ist dem Politiker Ponciano Arriaga gewidmet. Das Municipio hat gut 41.000 Einwohner (Volkszählung INEGI 2020) und ist 810,5 km² groß. Verwaltungssitz und größter Ort des Municipios ist das gleichnamige Arriaga.

## Geographie
Das Municipio Arriaga liegt im Westen des mexikanischen Bundesstaats Chiapas zwischen Meereshöhe und einer Höhe von 1400 m. Es liegt zur Gänze in der physiographischen Provinz der Cordillera Centroamericana sowie gänzlich in der hydrologischen Region Grijalva-Usumacinta. Die Geologie des Municipios wird zu 51 % von Granit bestimmt bei 35 % Alluvionen; vorherrschende Bodentypen sind Regosol (48 %), Cambisol (21 %) und Phaeozem (16 %). Etwa 40 % der Gemeindefläche sind bewaldet, etwa 43 % sind Weideland.
Das Municipio Arriaga grenzt an die Municipios Cintalapa, Jiquipilas, Villaflores und Tonalá sowie an den Bundesstaat Oaxaca.

## Bevölkerung
Beim Zensus 2020 (in Klammern die Vergleichsdaten des Zensus 2010) wurden im Municipio 41.135 (40.042) Menschen in 12.358 (11.275) Wohneinheiten gezählt. Davon wurden 193 (247) Personen als Menschen mit einer indigenen Sprache registriert.  Gut acht (zwölf) Prozent der Bevölkerung 15 Jahre und älter gelten als Analphabeten. 20.978 (15.869) Menschen wurden als Erwerbspersonen registriert, wovon knapp 58 % (70 %) Männer bzw. 1,4 % (2,4 %) arbeitslos waren.

## Orte
Das Municipio Arriaga umfasst 250 bewohnte localidades, von denen der Hauptort sowie Emiliano Zapata vom INEGI als urban klassifiziert sind. Sechs der Orte wiesen beim Zensus 2020 eine Bevölkerungszahl von über 1000 auf, 238 Orte hatten eine Bevölkerung weniger als 250 Menschen. Die größten Orte sind:
| Ort                      | Bevölkerung |
| Arriaga                  | 25.366      |
| Emiliano Zapata          | 03.542      |
| La Gloria                | 01.860      |
| La Línea                 | 01.450      |
| Lázaro Cárdenas          | 01.294      |
| Azteca (La Punta)        | 01.190      |
| Punta Flor               | 00.880      |
| Nicolás Bravo (El Hondo) | 00.861      |